# Finneidfjord
Finneidfjord is een plaats in de Noorse gemeente Hemnes, provincie Nordland. Finneidfjord telt 389 inwoners (2007) en heeft een oppervlakte van 0,6 km².